# テオフィルス
テオフィルス（Theophilus Presbyter）は、11世紀末から12世紀に初頭にかけて活動したドイツのベネディクト会修道士。中世の様々な技能を詳細に説明したラテン語のテキストである『さまざまの技能について』（Schedula diversarum artium または De diversis artibus）の著者である。

## 正体
ベネディクト派修道院Helmarshausen an der Diemelの修道士Rogkerus(Roger of Helmarshausen)と同一人物であると考えられている。この人物はマース川流域のStavelot Abbey出身であり、1100年から1107年までケルンのSt. Pantaleonの教会で活動し、1107年にHelmarshausen Abbeyに移ったとみられている。この2人が同一人物であることについては研究者の間で長らく議論されてきたが、全ての研究者に受け入れられているわけではなく、他の説もある。

## さまざまの技能について
1100年から1120年の間に最初に編纂されたと考えられている。『さまざまの技能について』の最古の写本は、ウィーン（オーストリア国立図書館、Codex 2527）とヴォルフェンビュッテル（Herzog-August-Bibliothek, Cod. Guelf. Gud. Lat. 69 2°）で見つかっている。ゴットホルト・エフライム・レッシングがヴォルフェンビュッテルで司書として働いていたときにこの著作を再発見し、1774年にその抄録を発表した。この著作は、油絵具のおそらく最も古い記述が含まれている。この記述は当時好古家らがすでに疑念を抱いていた、ヤン・ファン・エイクが15世紀初頭に油絵の技法を開発したというジョルジョ・ヴァザーリによる神話を反証するものであったため、大きな関心を呼んだ。draw plateを使用したワイヤ製造に関する最古の文献証拠と思われるものも含まれている。この著作により中世盛期の応用芸術に使用された技法を詳細に知ることができる。
この著作は3つの巻に分かれている。第1巻は顔料製法にはじまり、壁画や手写本挿絵などいわば絵画論を説明している。第2巻はガラス絵の製法を説明し、第3巻は金属工芸やオルガンの製法などを説明している。